# Andrei Cordoș
Andrei Alexandru Cordoș (n. 6 iunie 1988, Câmpia Turzii, Cluj, România) este un fotbalist român liber de contract, care joacă pe post de fundaș. Pe plan internațional, are prezențe la națională pentru România și România Sub-21.
Andrei Cordoș a început cariera de fotbalist la CRD Cluj. În anul 2005 a făcut pasul spre fotbalul mare, transferându-se la U Cluj. Antrenorul de atunci al echipei, Leontin Grozavu, nu l-a folosit nici un minut în sezonul 2005-2006. Odată cu schimbarea antrenorului, locul lui Grozavu fiind luat de Adrian Falub, tânărul Cordoș a devenit un component de bază al echipei clujene. La finele sezonului 2006-2007 a adunat 23 de prezențe sub culorile clubului universitar, punând astfel umărul la promovarea echipei în Liga I. Evoluțiile sale bune au făcut ca 2 cluburi importante, Steaua București și Lazio Roma, să dorească achiziționarea lui. Cordoș însă a preferat să rămână la U Cluj, debutând în Liga I împotriva echipei Pandurii Târgu-Jiu în 29 iulie 2007. Turul campionatului 2007-2008 a fost unul dezastruos pentru șepcile roșii care au terminat prima parte a sezonului pe locul 18. Andrei Cordoș a pierdut locul de titular în favoarea unor jucători experimentați de la care se aștepta o siguranță mai mare în apărare. Cu toate acestea, multe cluburi din România cât și din străinătate erau interesate de serviciile lui: Unirea Urziceni, Bologna F.C., Empoli F.C, Rimini Calcio și A.C. Torino. În 2008 Andrei Cordoș a semnat prelungirea contractului cu U Cluj până în 2011.
În 2009, Cordoș s-a transferat la echipa italiană din Serie B Frosinone Calcio care a plătit în schimbul său suma de 150.000 de euro. În 2010 a fost împrumutat înapoi în România, la FCM Târgu Mureș.